# Елязиг (провінція)
Елязи́г (тур. Elâzığ) — провінція на сході Туреччини. Площа 8 455 км². Населення 541 258 чоловік (2007). Адміністративний центр — місто Елязиг. 

## Катастрофи
- Елязигський землетрус 2010 року